# Saint-Yorre
 Saint-Yorre  là một xã ở tỉnh Allier thuộc miền trung nước Pháp.